# Prefettura di Coyah
Coyah è una prefettura della Guinea nella regione di Kindia, con capoluogo Coyah.
La prefettura è divisa in 4 sottoprefetture:
- Coyah
- Kouriah
- Manéah
- Wonkifong